# Pseudaletia unipuncta
Pseudaletia unipuncta är en fjärilsart som beskrevs av Adrian Hardy Haworth 1809. Pseudaletia unipuncta ingår i släktet Pseudaletia och familjen nattflyn. Inga underarter finns listade i Catalogue of Life.

## Bildgalleri

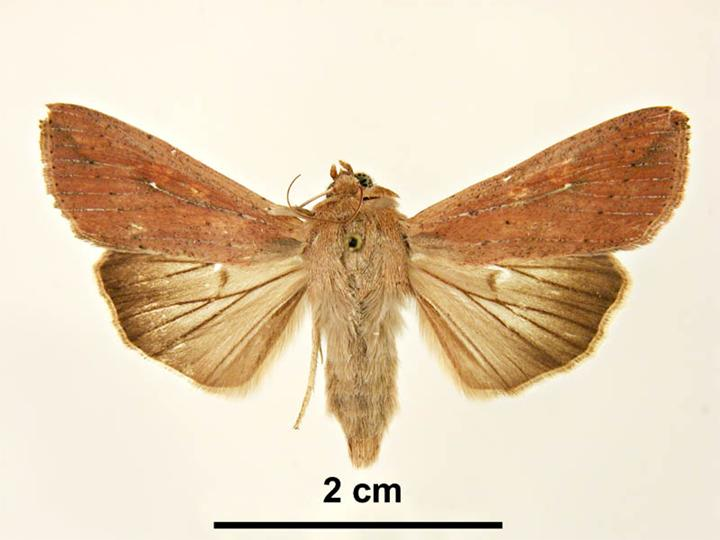
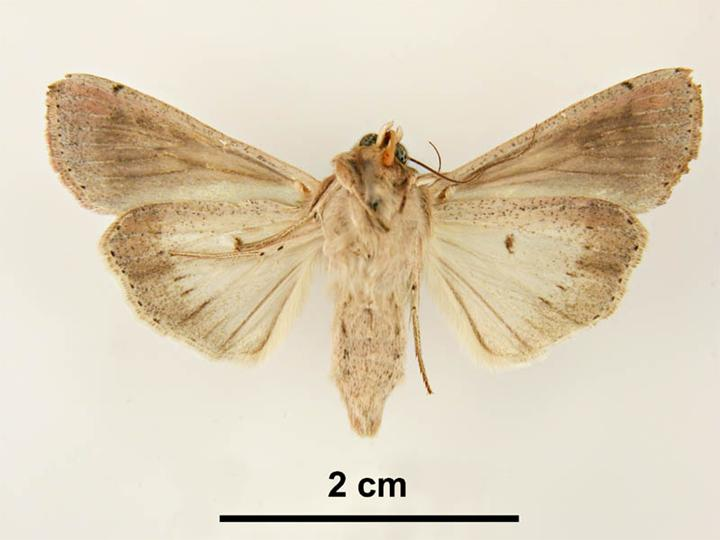
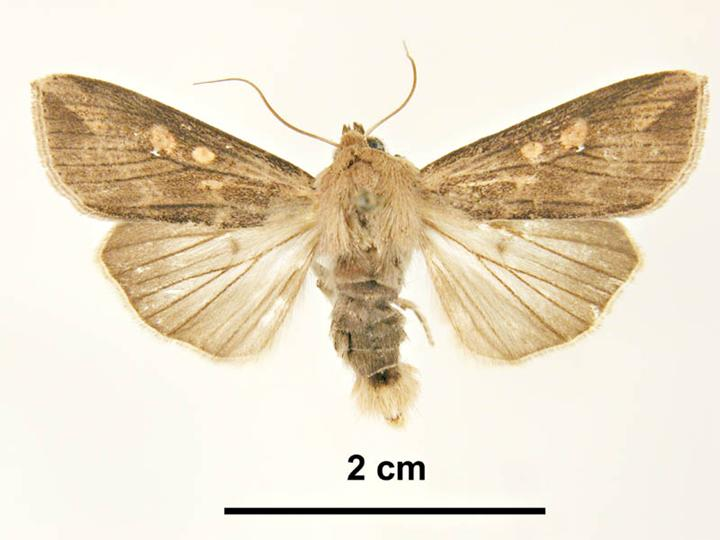
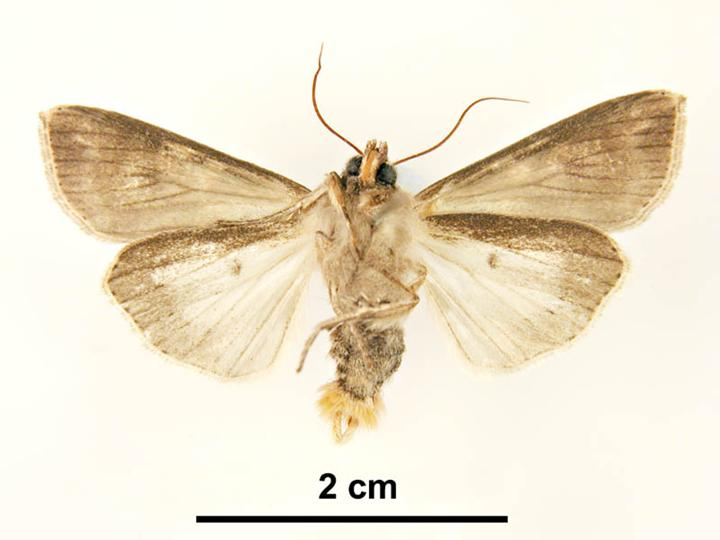
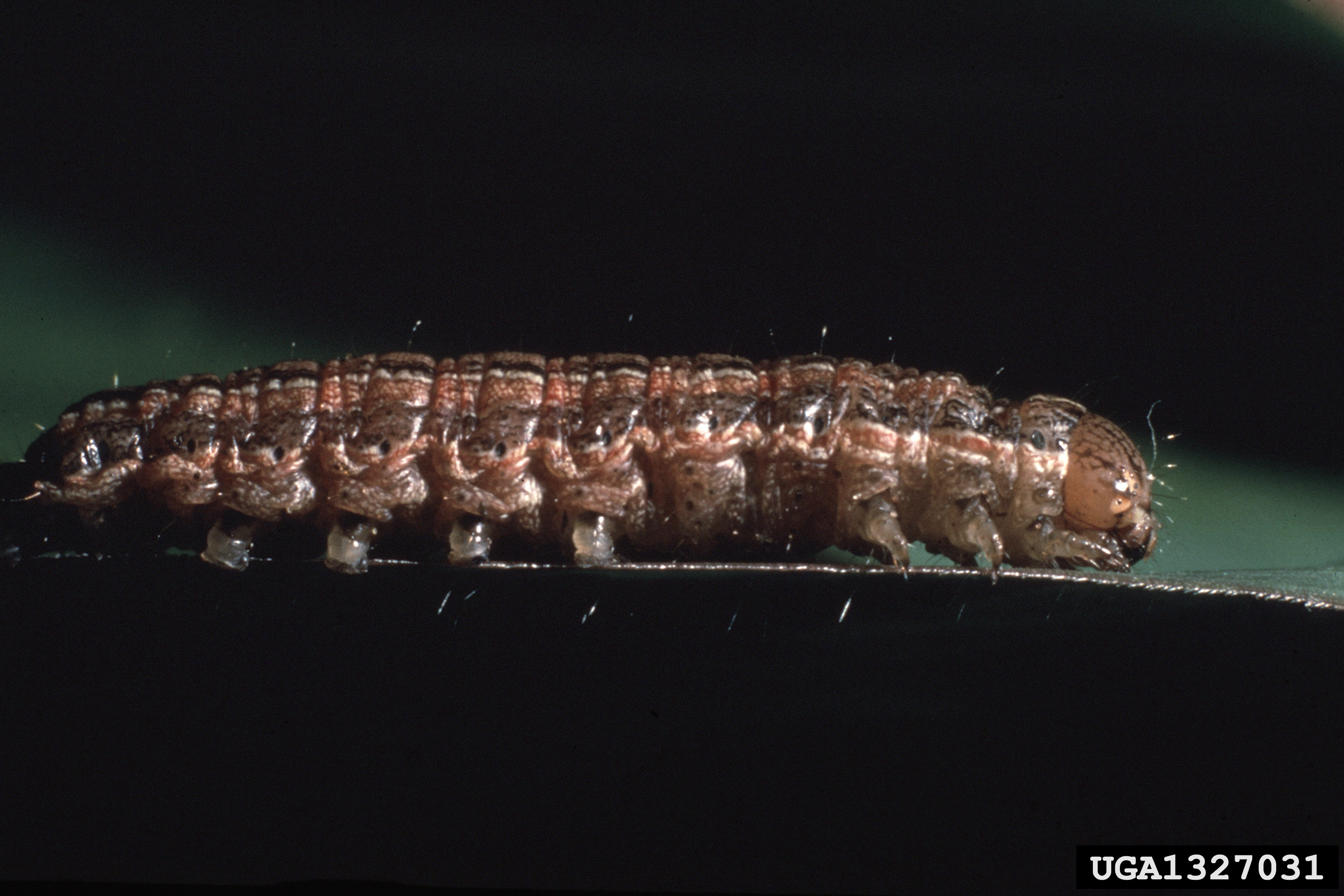
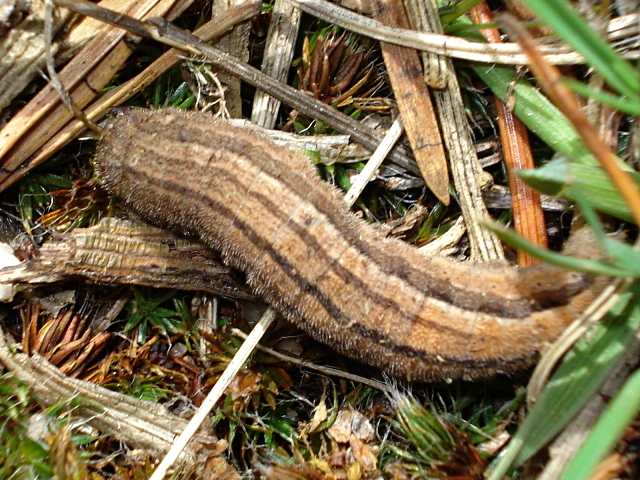